# Golmbach
Golmbach ist eine Gemeinde im Landkreis Holzminden in Niedersachsen und gehört zur Samtgemeinde Bevern.

## Geografie

### Lage

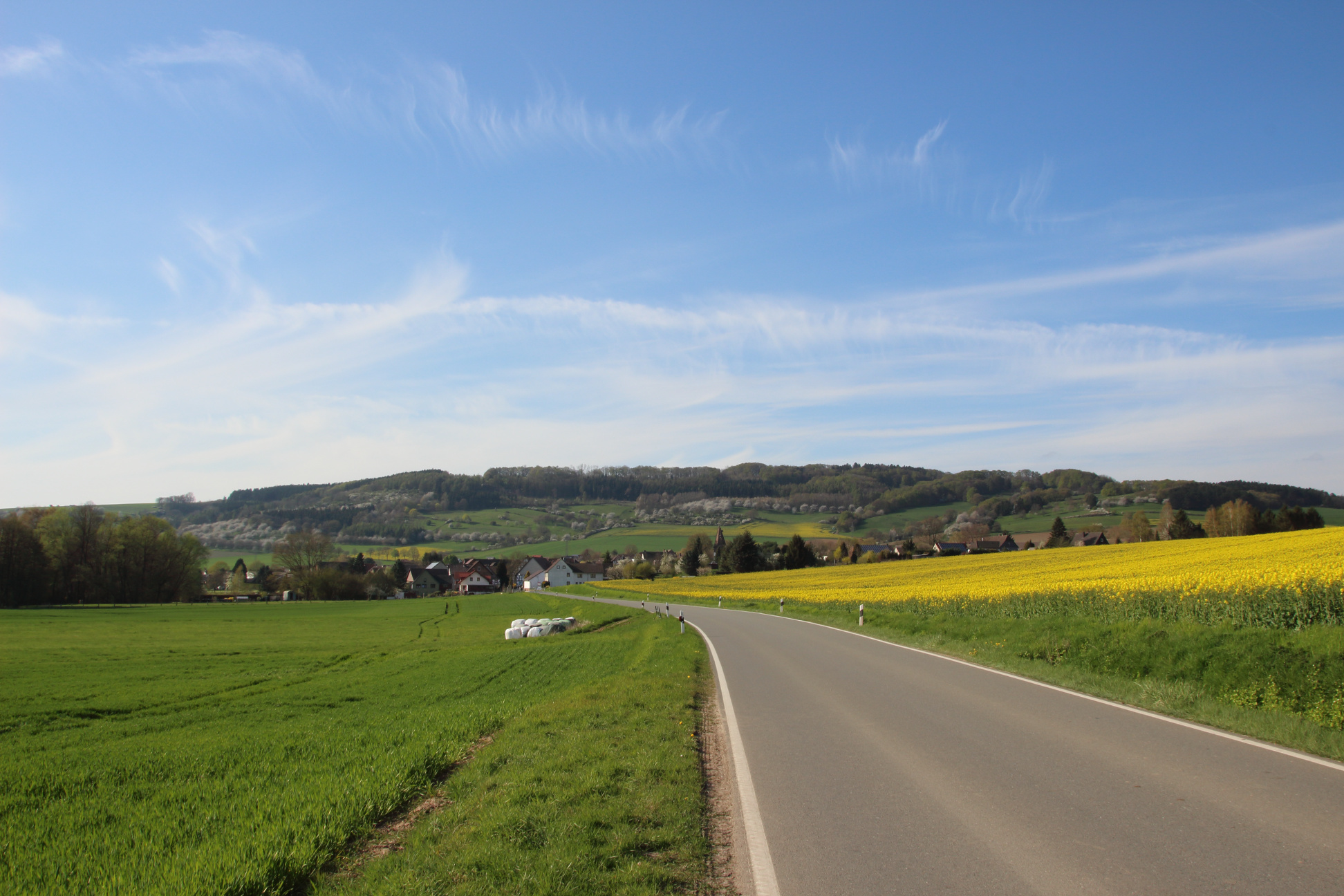
Golmbach an der Südseite der Rühler Schweiz

Golmbach liegt zwischen den Mittelgebirgs- und Höhenzügen Vogler im Norden, Homburgwald im Osten, Solling im Süden und Burgberg im West-Südwesten. Die Ortschaft befindet sich zwischen Stadtoldendorf im Osten und Bevern im Südwesten. Sie ist eingebettet in das Forstbachtal.

### Gemeindegliederung
Außer dem Ort Golmbach selbst gehört zur Gemeinde noch das ehemalige Straßendorf Warbsen.

## Geschichte
Der Ort wurde am Ende des ersten Jahrtausends erstmals als Goldbiki in den Corveyer Traditionen erwähnt. Im Jahre 1604 wurde die Gangolfkirche an den 1582 errichteten Kirchturm angebaut. Die Orgel baute Rudolf Janke 1969.

### Eingemeindungen
Am 1. Januar 1973 wurde die Nachbargemeinde Warbsen eingegliedert.

### Einwohnerentwicklung
|           | 1910 | 1925 | 1933 | 1939 | 1961 | 1970 | 1996 | 2007 | 2011 | 2012 | 2015 | 2017 |
| --------- | ---- | ---- | ---- | ---- | ---- | ---- | ---- | ---- | ---- | ---- | ---- | ---- |
| Einwohner | 920  | 832  | 824  | 761  | 1021 | 884  | 1077 | 1016 | 979  | 988  | 934  | 930  |

Anmerkung: 1961: 6. Juni; 1970: 27. Mai, jeweils Volkszählungsergebnisse

## Politik

### Gemeinderat
Der Gemeinderat, der Golmbach vertritt, setzt sich aus neun Mitgliedern zusammen. Bei der Kommunalwahl 2021 ergab sich folgende Sitzverteilung:
| Gemeinderat 2021Insgesamt 9 Sitze - SPD: 3 - Grüne: 1 - FDP: 2 - UWG: 2 - CDU: 1 | Gemeinderatswahl 2021Wahlbeteiligung: 75,1 % 403020100 35,43 %26,56 %23,06 %8,29 %6,65 % SPDFDPUWGcCDUGrüneAnmerkungen:c Unabh. Wgem. Golmbach |

### Bürgermeister
Bürgermeister ist seit 2021 Dietmar Nicke (SPD).

## Kultur und Sehenswürdigkeiten

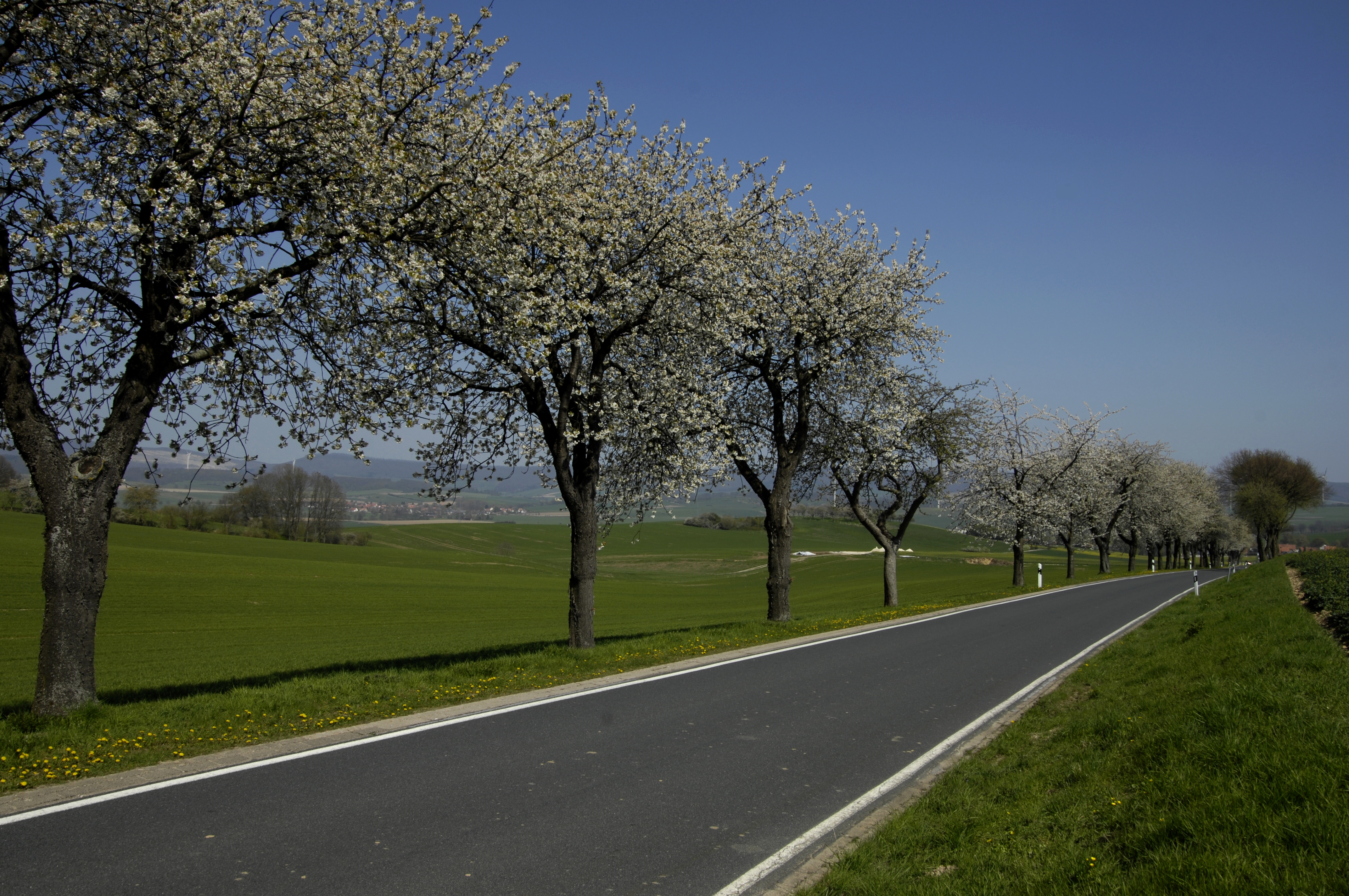
Kirschblüte an der Landesstraße 580 nach Golmbach

### Regelmäßige Veranstaltungen
Am vorletzten Wochenende im April findet in der Rühler Schweiz das Kirschblütenfest  mit Informationsständen „Rund um die Kirsche“, über Streuobstwiesen und die Landwirtschaft sowie geführten Wanderungen statt. Zu diesem Fest gehört jährlich auch die Wahl der „Kirschblütenkönigin“.

### Religionen

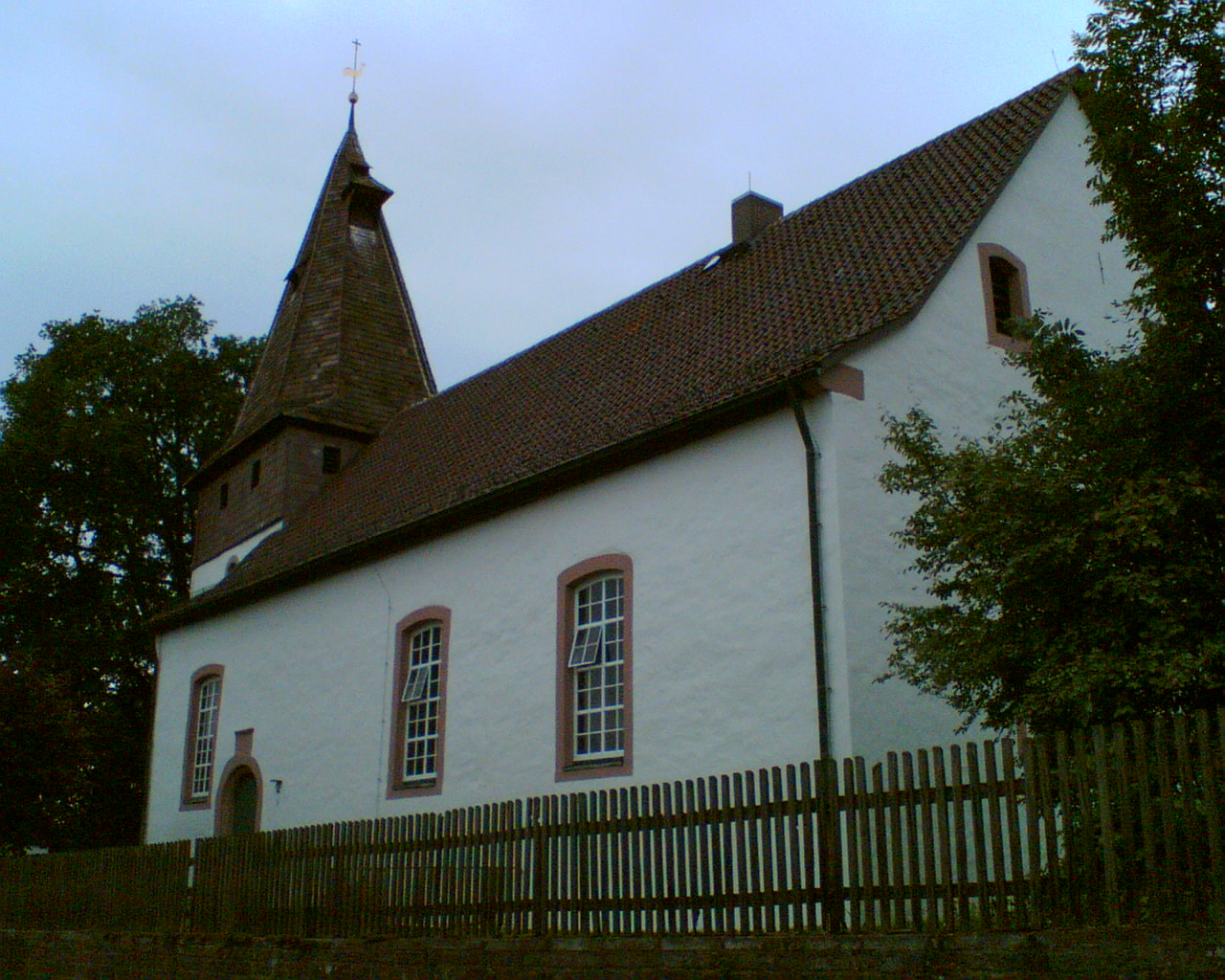
Kirche St. Gangolf

81 % der Bevölkerung Golmbachs sind evangelisch,
5 % sind katholisch,
14 % gehören einer anderen oder keiner Religionsgemeinschaft an. Die evangelische Gemeinde gehört zum Kirchenkreis Holzminden-Bodenwerder.

### Sport
In Golmbach gibt es den Turnverein MTV Golmbach mit diversen Sparten. Im Fußballbereich wird zusammen mit dem Nachbarverein FC Herta Lütgenade-Warbsen die Spielgemeinschaft GoLüWa (Golmbach – Lütgenade – Warbsen) gebildet, in der zurzeit eine Herrenmannschaft und eine Alt-Herrenmannschaft am Spielbetrieb teilnehmen. Die Volleyballabteilung des FC Herta Lütgenade-Warbsen führt in Golmbach ihre Heimspiele durch. Außerdem gibt es in Golmbach noch zwei Schützenvereine, den Schützenverein v. 1904 Golmbach e. V. und die Schützengilde Golmbach von 1961 e. V.

## Persönlichkeiten
- Gustav Schönermark (1854–1910), Architekt, Schriftsteller, Konsistorialbaumeister der Evangelischen Kirche von Kurhessen-Waldeck
- Heinrich Sander (1910–1982), Landwirt, Politiker (FDP), Mitglied des Deutschen Bundestages
- Ilse Lantermann (1935–2018), Tischtennisspielerin; lebte in Golmbach
- Hans-Heinrich Sander (1945–2017), Landwirt, Lehrer, Politiker (FDP)
- Carl Werner, Ehrenbürger der Gemeinde Warbsen (verliehen 1959)